# Drymonia laciniosa
Drymonia laciniosa är en tvåhjärtbladig växtart som beskrevs av Wiehler. Drymonia laciniosa ingår i släktet Drymonia och familjen Gesneriaceae. Inga underarter finns listade i Catalogue of Life.